# Баумгарт, Вольфганг
Вольфганг Баумгарт (нем. Wolfgang Baumgart, 23 октября 1949, Инхайден, ФРГ — 21 февраля 2011) — немецкий хоккеист (хоккей на траве), нападающий. Олимпийский чемпион 1972 года.

## Биография
Вольфганг Баумгарт родился 23 октября 1949 года в немецком городе Инхайден.
Играл в хоккей на траве за «Франкфурт-1880» из Франкфурта-на-Майне. Три раза выигрывал чемпионат ФРГ по хоккею на траве (1968—1970), пять раз — Кубок европейских чемпионов (1971—1975).
В 1968 году вошёл в состав сборной ФРГ по хоккею на траве на Олимпийских играх в Мехико, занявшей 4-е место. Играл на позиции нападающего, провёл 3 матча, мячей не забивал. Это были первые поединки Баумгарта в сборной.
25 мая 1972 года удостоен высшей спортивной награды ФРГ — «Серебряного лаврового листа».
В 1972 году вошёл в состав сборной ФРГ по хоккею на траве на Олимпийских играх в Мюнхене и завоевал золотую медаль. Играл на позиции нападающего, провёл 8 матчей, забил 1 мяч в ворота сборной Пакистана.
В 1968—1973 годах провёл за сборную ФРГ 65 матчей, в том числе 55 на открытых полях, 10 в помещении.
Умер 21 февраля 2011 года.